# Каленська сільська рада
Каленська сільська рада — колишня адміністративно-територіальна одиниця та орган місцевого самоврядування у Народицькому, Чоповицькому, Малинському і Коростенському (Ушомирському) районах Коростенської й Волинської округ, Київської і Житомирської областей Української РСР та України з адміністративним центром у с. Каленське.

## Населені пункти
Сільській раді були підпорядковані населені пункти:
- с. Каленське
- с. Корма

## Населення
Кількість населення ради, станом на 1923 рік, становила 1 763 особи, кількість дворів — 335.
Відповідно до результатів перепису населення СРСР, кількість населення ради, станом на 12 січня 1989 року, становила 914 осіб.
Станом на 5 грудня 2001 року, відповідно до перепису населення України, кількість мешканців сільської ради становила 595 осіб.

## Склад ради
Рада складалася з 12 депутатів та голови.

## Керівний склад сільської ради
| ПІБ                        | Основні відомості                                                               | Дата обрання | Дата звільнення |
| -------------------------- | ------------------------------------------------------------------------------- | ------------ | --------------- |
| Куцепін Микола Миколайович | Сільський голова, 1959 року народження, освіта, безпартійний                    | 26.03.2006   | 31.10.2010      |
| Куцепін Микола Миколайович | Сільський голова, 1959 року народження, освіта середня спеціальна, безпартійний | 31.10.2010   |                 |

Примітка: таблиця складена за даними джерела

## Історія
Створена 1923 року в с. Каленське Татарновицької волості Овруцького повіту Волинської губернії. Станом на 17 грудня 1926 року на обліку числяться хутори Гряда, Корма та Струбиця. Станом на 1 жовтня 1941 року хутори Гряда і Струбиця не перебувають на обліку населених пунктів.
Станом на 1 вересня 1946 року сільська рада входила до складу Чоповицького району Житомирської області, на обліку в раді перебували с. Каленське та х. Корма.
На 1 січня 1972 року сільська рада входила до складу Коростенського району Житомирської області, на обліку в раді перебували села Каленське та Корма.
Виключена з облікових даних 17 липня 2020 року. Територію та населені пункти ради, відповідно до розпорядження Кабінету Міністрів України № 711-р від 12 червня 2020 року «Про визначення адміністративних центрів та затвердження територій територіальних громад Житомирської області», включено до складу Коростенської міської територіальної громади Коростенського району Житомирської області.
Входила до складу Народицького (7.03.1923 р.), Коростенського (Ушомирського, 21.08.1924 р., 28.11.1957 р.), Чоповицького (23.02.1927 р., 17.02.1935 р.) та Малинського (5.02.1931 р.) районів.